# Eois agroica
Eois agroica là một loài bướm đêm trong họ Geometridae.